# Cecilie Greve
Cecilie Greve (født 19. januar 1992) er en dansk håndboldmålvogter, der pr. 2017 spiller for Nykøbing Falster Håndboldklub og det danske kvindelandshold. Hun har tidligere spillet for Quick 70 (Nu HK Lammefjorden), Roskilde Håndbold, HC Odense og Randers HK.
Greve har vundet EM-guld med U/17 og U/19 -landsholdet, deltaget ved ungdoms OL, VM med hhv. U/18 og U/20 landsholdet. Cecilie Greve fik sin debut på A-landsholdet i oktober 2012 mod Frankrig. Efterfølgende var hun med til EM-slutrunden 2012 og VM-slutrunden 2013 - sidstnævnte turnering gav hende og resten af holdet bronzemedalje; den første danske medalje i 9 år.
Ved Final 4 stævnet (Santander Cup) den 30. december 2016 vandt Cecilie og Randers HK over FCM i finalen og Randers blev dermed Pokalmester. Cecilie Greve blev valgt som årets pokal fighter 2016.
1. juli 2017 skiftede Cecilie Greve til Nykøbing Falster.
I 2017 spillede Cecilie Super Cup finale for Nykøbing Falster, mod sin gamle klub Randers HK. En kamp Cecilie vandt sammen med Nykøbing Falster.[kilde mangler]
Ved Final 4 stævnet (Santander Cup) den 30. december 2018 i Esbjerg vandt Cecilie Greve og Nykøbing Falster med 28-26 over Odense og blev således Pokalvindere.
Til VM 2019 i Japan var Cecilie Greve med som reserve, men kom ikke på banen.